# Kees Brusse
Kees Brusse (ur. 26 lutego 1925 w Rotterdamie, zm. 9 grudnia 2013 w Laren) – holenderski aktor filmowy i telewizyjny.

## Filmografia
Seriale TV
- 1970: Tatort jako Kornmann
- 1978: Dagboek van een herdershond
- 2004: De Erfenis jako Andreas Heydecoper

Filmy
- 1955: Ciske de Rat jako Nauczyciel
- 1962: De overval jako Inspektor Bakker
- 1975: Doktor Pulder sieje mak jako Doktor Pulder
- 1983: Vroeger kon je lachen